# История почты и почтовых марок Кубы
История почты и почтовых марок Кубы, островного государства в Карибском море со столицей в Гаване, подразделяется на период колониального господства Испании (1511—1898), период оккупации США (1898—1902) и период независимости и выпуска собственных почтовых марок (с 1902), в котором также выделяются два этапа: дореволюционный (1902—1958) и послереволюционный (с 1 января 1959). Республика Куба является членом Всемирного почтового союза (ВПС; с 1902), а её современным почтовым оператором выступает объединение Correos de Cuba («Почта Кубы»).

## Развитие почты
В декабре 1898 года генеральным директором почты Кубы был назначен майор Эстес Рэтбоун (Estes Rathbone), а 1 января 1899 года США учредили кубинскую гражданскую почтовую администрацию. Она должна была работать с использованием прежних почтовых отделений, функционировавших при испанской колониальной администрации.
Получив формальную государственную независимость, Куба 4 октября 1902 года вступила в ВПС.
В 1921 году Кубу приняли в члены Почтового союза американских государств, Испании и Португалии (UPAEP). 1 октября 1937 года Испанией был введён в обращение американско-испанский ответный купон (исп. Cupón-respuesta americoespañol). Он распространялся в странах этого почтового союза, включая Кубу, до 29 февраля 1956 года.
В настоящее время оказание почтовых услуг в стране осуществляет бизнес-группа «Почта Кубы» (Grupo Empresarial Correos de Cuba), которая организационно подчиняется Министерству связи Кубы (Ministerio de Comunicaciones).

## Выпуски почтовых марок

### Испанская колония
Первыми почтовыми марками Кубы были совместные выпуски с Пуэрто-Рико, вышедшие в апреле 1855 года. Этот выпуск называется «антильским» («Antilles»). Первое время на всех стандартных марках был изображён портрет Изабеллы II до её отречения в 1868 году. Надписи на колониальных почтовых марках гласили: «Correos» («Почта»), «Plata» («Серебром»), «Ultramar» («Заморские владения»). С 1873 года стали выпускаться отдельные марки испанской колониальной администрации для Кубы. Однако до 1876 года на них сохранялась надпись «ULTRAMAR» («Заморская территория»)[≡], впервые слово «CUBA» («Куба») появилось на почтовых марках в 1877 году.
Портрет Альфонсо XII изображался на марках с 1876 года по 1880 год, ещё почти три года после того, как родившийся после его смерти преемник, Альфонсо XIII, взошёл на престол при регенте. Когда же на марках появилось изображение Альфонсо XIII, тот был изображён в виде младенца с отступающей назад линией роста волос и получил незаслуженное прозвище «лысый» («el pelón»)[≡].
Наконец в 1898 году на почтовых марках появился портрет юноши со взъерошенными волосами[≡], и в том же году выпуск марок испанской колониальной администрации для Кубы прекратился.

### Оккупация США
США оккупировали Кубу в 1898 году в ходе Испано-американской войны. В результате оккупации появилась одна из интересных и редких серий почтовых марок. Это провизории, известных как «Пуэрто-Принсипе» по названию города (ныне Камагуэй), где они были напечатаны[≡]. В городе оставался запас почтовых марок с изображением испанского короля Альфонсо XIII, но в декабре 1898 года город находился под контролем США. Между США и Испанией 12 августа 1898 года был подписан протокол о мире, и по Парижскому мирному договору от 10 декабря 1898 года власть перешла к США.
19 декабря 1898 года до поступления почтовых марок из США ещё оставался целый месяц. Местные власти решили эту проблему получением разрешения от временной военной администрации США поручить местной типографии сделать надпечатку новых тарифов на имеющихся в наличии испанских кубинских марках, первоначально четырёх разных номиналов.
В общей сложности были выполнены пять разных надпечаток, в результате чего получились пять марок разных номиналов. Выпуски с такой надпечаткой встречаются редко. Зато многочисленны их подделки. Чтобы удостовериться в максимальной ценности экземпляра почтовой марки «Пуэрто-Принсипе» для коллекционера, он должен пройти экспертизу. По характеру вертикальных верификационных линий можно получить чёткое представление о подлинности надпечатки.
Учреждённая Соединёнными Штатами новая кубинская гражданская почтовая администрация должна была работать с использованием новых почтовых марок и новых почтовых штемпелей для их гашения. Поскольку 1 января 1899 года выпало на воскресенье, только что полученные почтовые марки США с надпечаткой для обращения на Кубе поступили в продажу в Гаване лишь в понедельник, 2 января. В отдалённые от столицы районы эти марки поступили ещё позднее.
Провизорные надпечатки на почтовых марках США вначале представляли собой надпечатку 1 сентаво на марке с портретом Франклина номиналом в 1 цент, 2½ сентаво — на марке с портретом Вашингтона номиналом в 2 цента, 3 сентаво — на марке с портретом Джексона номиналом в 3 цента, 5 сентаво — на марке с портретом Гранта номиналом в 5 центов, 10 сентаво — на марке с портретом Уэбстера номиналом в 10 центов и надпечатку 10 сентаво — на марке спешной почты США. Оказалось, что марка с надпечаткой 2½ сентаво была выпущена ошибочно, поскольку почтовые тарифы недавно изменились. Тем не менее марки с надпечаткой 2½ сентаво оставались в обращении, хотя и продавались за 2 сентаво и фактически оплачивали почтовый тариф в 2 сентаво, чтобы не пропал столь значительный тираж надпечатки. Впоследствии появилась марка с надпечаткой 2 сентаво. Текст надпечатки сообщал: «Habilitado» («Разрешено»).
Позднее, в 1899 году, США напечатали для Кубы серию из шести почтовых марок. Марки этого выпуска называют «Alegorías Cubana» или «кубинскими аллегорическими марками». Серию составляли марки обычных номиналов в 1, 2, 3, 5 и 10 центо и марка спешной почты номиналом в 10 центов.
Всего было выпущено 23 почтовых марки.
Американское правление на Кубе закончилось 20 мая 1902 года, когда Куба стала формально независимой республикой.

### Республика Куба
Правительство Республики Кубы эмитировало почтовые марки с момента своего появления в 1902 году и до прихода к власти Фиделя Кастро 1 января 1959 года. Первый почтовый выпуск республики увидел свет 30 сентября 1902 года. Это была надпечатка нужного почтового тарифа (1 цент) на почтовых марках 1899 года с аллегорическим изображением и номиналом в 3 цента, которая представляла собой большую цифру «1» и текст: «UN CENTAVO» («Один сентаво»), «HABILITADO» («Разрешено») и «OCTUBRE 1902» («Октябрь 1902 года»). Кубинцы продолжали также пользоваться почтовыми марками аллегорического выпуска 1899 года. В 1905 году четыре из пяти марок обычного тарифа были заново отпечатаны для Кубы в США, но в этот раз в типографии были сделаны небольшие изменения в каждой марке перед перепечаткой, чтобы их можно было отличить.
Последними дореволюционными почтовым марками республики стали рождественские марки номиналом в 2 и 4 цента, вышедшие 16 декабря 1958 года. Судя по нумерации каталога «Скотт», в этот период было выпущено 380 разных обычных почтовых марок.

### Социалистический период
После победы Кубинской революции почтовые марки Кубы стали издаваться в больших количествах. Преобладают тематические марки.

#### Тематика
Среди тем, встречающихся на марках социалистической Кубы, в значительной степени присутствует «Россика». К 2002 году здесь вышло в свет 311 марок с российскими мотивами, из них 195 марок отметили космические достижения Советского Союза (России)[≡].
Неоднократно на Кубе выходили марки с изображением В. И. Ленина. К 2002 году насчитывалось 45 ленинских марок Кубы (включая такие, как серия «Рыбы аквариума парка имени Ленина»). Первые из них появились 7 ноября 1964 года в серии к 40-летию со дня смерти Ленина (Sc #885—887). Одними из более поздних выпусков Ленинианы стали кубинские марки, которые отметили:
- в 1997 году — 80-летие Октябрьской революции в России (Sc #3884),
- в 1999 году — 75-летие со дня смерти Ленина (Sc #3987)[13] и
- в 2000 году — 130-летие со дня рождения Ленина (Sc #4068)[13][15].

К числу последних марок в мире с портретом В. И. Ленина относится малый лист Республики Куба 2009 года, посвящённый 50-летию победы Кубинской революции: на одной из марок листа изображено выступление Фиделя Кастро на съезде Компартии Кубы под портретом Ленина. Выходила серия из двух марок 2017 года, посвящённых 100-летию Октябрьской революции в России, на одной из которых запечатлён фрагмент памятника Ленину. Кроме того, на Кубе издавались ленинские картмаксимумы.
Кубинские марки были также посвящены П. И. Чайковскому (с изображением сцен из «Лебединого озера» и дома композитора в Клину), М. В. Ломоносову, встрече Л. И. Брежнева с Фиделем Кастро[≡]. Карета российской императрицы Екатерины Второй была запечатлена в 1994 году на марке кубинской серии «Кареты».
К 1 января на Кубе выходят марки, повествующие не только о наступлении Нового года, но и о праздновании в этот день государственного праздника освобождения и победы Кубинской революции.

## Другие виды почтовых марок

### Авиапочтовые
Авиапочтовые марки были впервые выпущены Кубой в 1927 году. На марках присутствовала надпись: «Correo aereo» («Авиапочта»). Всего эмитировано 194 таких марки.

### Спешные
Куба издала 28 специальных марок для спешной почты. Надписи на марках сообщали: «Entrega immediata» («Немедленная доставка»), «Entrega especial» («Особая доставка»).

### Газетные
На Кубе также выпускались газетные марки. На марках имелись надписи: «Cuba. Impresos» («Куба. Печатное»). Всего было эмитировано 30 таких марок.

### Доплатные
С 1915 года по 1928 год на Кубе в почтовом обращении были доплатные марки. На марках помещена надпись: «Tasa por cobrar» («Тариф к взысканию»). Всего вышло 10 таких марок.

### Почтово-налоговые
В 1938—1958 годах на Кубе использовались почтово-налоговые марки. Всего было эмитировано 34 марки этого вида.

### Марка ракетной почты
В 1939 году для первой ракетной почты Кубой была эмитирована специальная марка.

## Цельные вещи
В 1878 году в Испании были напечатаны почтовые карточки для Кубы и присланы в колонию.
В период оккупации Кубы США, во время Испано-американской войны с 1898 года по 1902 год, для её жителей были выпущены маркированные конверты и маркированные бандероли, принятые в то время для удовлетворения почтовых нужд в США.
Как и в случае почтовых марок, первые провизорные маркированные конверты также представляли собой надпечатки на цельных вещах США. Всего надпечатки текста «CUBA.» («Куба.») и «1c. (или 2c.) DE PESO.» («1с. (или 2с.) де песо.») были нанесены на восьми различных американских конвертах. К концу лета 1899 года США обеспечили Кубу её собственными конвертами с изображением Колумба, которые были присланы на замену надпечаткам. Аналогичным образом первыми (и единственными) маркированными почтовыми карточками оккупационной администрации США стали:
- американская карточка с портретом президента США Джефферсона, номиналом в 1 цент и с надпечаткой текста «CUBA.-1c. de Peso.» и
- американская карточка с изображением статуи Свободы, номиналом в 2 цента и с надпечаткой текста «CUBA.-2c. de Peso.».

Социалистической Кубой эмитировано множество почтовых открыток и около 30 аэрограмм. Маркированные почтовые карточки, посвящённые Дню матери, выпускались в количестве около 20 и более в год, и исчисляются уже сотнями.

## Развитие филателии
Интерес к кубинской филателии наблюдается среди филателистов многих стран. Так, например, в 1975 году филателистическая выставка, посвящённая 22-й годовщине штурма казарм Монкада (1953), проходила в Баку (СССР), в помещении Азербайджанского общества дружбы и культурных связей с народами зарубежных стран. На выставке были представлены экспозиции:
- «Свободная Куба строит социализм» (Н. Ясинский),
- «По картинным галереям СССР и Кубы» (А. Мирзоев),
- собрание конвертов первого дня Кубы[22].